# Turnišće
 Turnišće  falu Horvátországban Krapina-Zagorje megyében. Közigazgatásilag Konjščinához tartozik.

## Fekvése
Krapinától 25 km-re délkeletre, községközpontjától 3 km-re északnyugatra a megye keleti részén, a Horvát Zagorje területén fekszik.

## Története
A településnek 1857-ben 192, 1910-ben 372 lakosa volt. Trianonig Varasd vármegye Zlatari járásához tartozott. 2001-ben 295 lakosa volt.

## Nevezetességei
Kis fogadalmi kápolnája.

## Külső hivatkozások
Konjščina község hivatalos oldala